# 최우근
최우근(崔宇根, 1926년 9월 18일~2022년 9월 20일)은 대한민국의 군인 출신 정치인이다. 육군사관학교장을 지냈으며 제9·10대 국회의원을 지냈다.

## 학력
- 경성제2고등보통학교 졸업
- 대한민국 육군사관학교 제3기 졸업
- 육군보병학교 졸업
- 대한민국 육군대학 졸업

## 주요 약력
- 제25사단 72연대장
- 제7사단 8연대장
- 제5군단 참모장
- 차량재생창장
- 제30사단장
- 제11사단장
- 제1군단장
- 1965년 ~ 1970년: 수도경비사령관
- 1972년 ~ 1975년 : 제23대 육군사관학교장
- 1976년 ~ 1979년: 제9대 국회의원 (유신정우회)
- 1979년 ~ 1980년: 제10대 국회의원 (유신정우회)
- 1983년 동부건재 사장
- 미륭건설(現 동부건설) 부회장
- 동부건설 회장
- 동부고속 회장
- 강원여객자동차 명예회장

## 가족 관계
- 배우자: 이원이 ( ~ 2019년 6월 21일)
  - 슬하: 3남 2녀 (최길용, 최혁용, 최원용, 최계선, 최계영)

## 역대 선거 결과
|  | 0% |

|  | 0% |